# Gare de Tidjelabine
La gare de Tidjelabine est une gare ferroviaire algérienne située sur le territoire de la commune de Tidjelabine, dans la wilaya de Boumerdès.

## Situation ferroviaire
La gare est située au point kilométrique (PK) 48,5 sur la ligne d'Alger à Skikda, où elle est précédée de la  gare de Boumerdès et suivie de celle de Thénia.

## Service des voyageurs

### Desserte
La gare est desservie par les trains du réseau ferré de la banlieue d'Alger de la liaison Alger - Thénia.